# Robert de Gorron
Pour les autres membres de la famille, voir Famille de Gorron.
Pour les articles homonymes, voir Gorron (homonymie).
Robert de Gorron, dit aussi de Gorham ou encore Goreham, est un érudit et un religieux anglo-normand qui devient abbé de St Albans de 1151 à 1166.

## Biographie

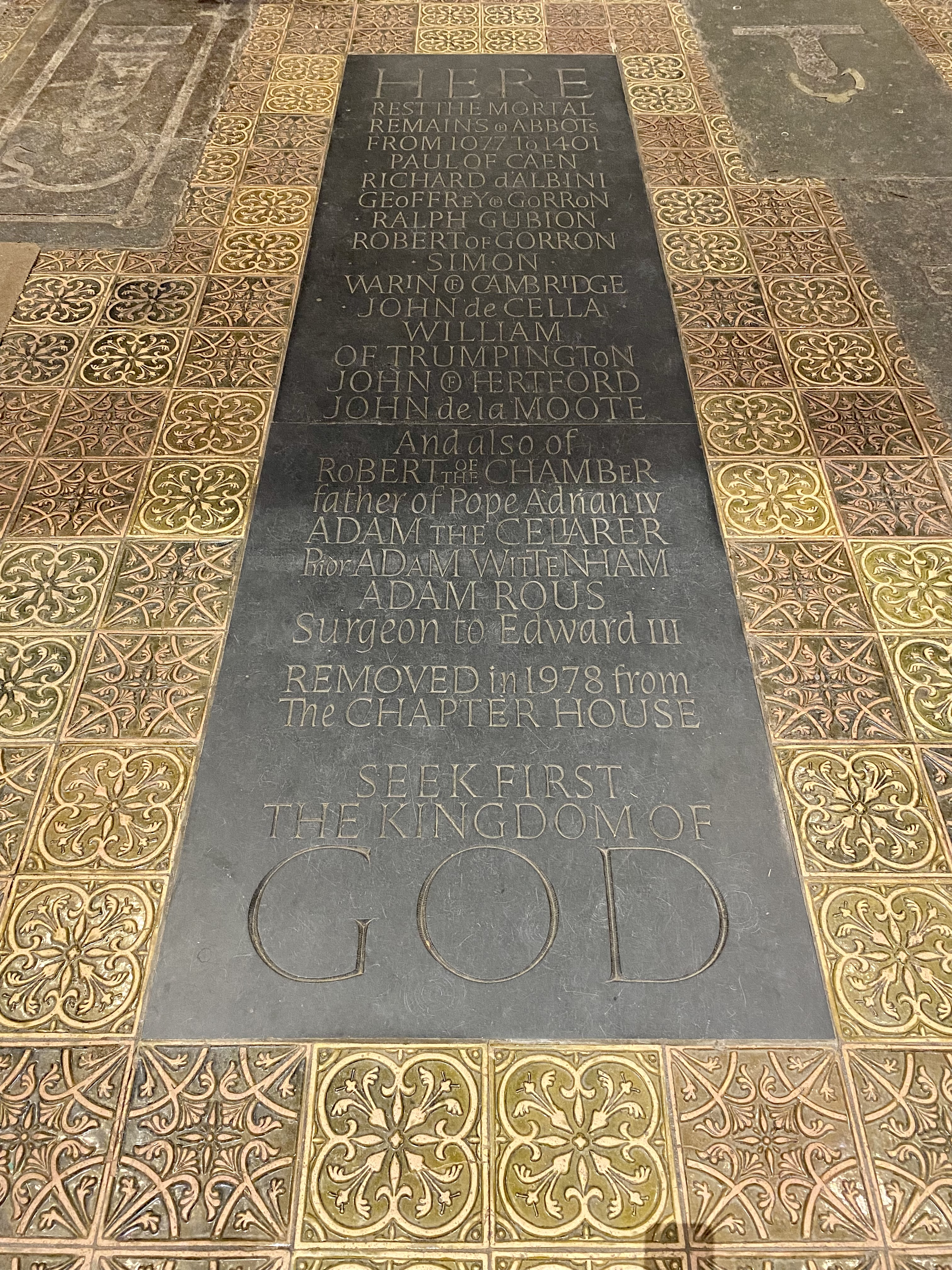
Plaque marquant la réinhumation en 1978 des restes de Geoffrey de Gorham et d'autres abbés de St Alban.

Robert de Gorron est le neveu de Geoffroy de Gorron, issus de la famille de Gorron, originaire de la Mayenne actuelle.[réf. nécessaire]
Il devient secrétaire de l'abbaye de St Albans ; il fut nommé prieur en 1148. Il devient le dix-huitième abbé de St Albans en 1151, après Raoul de Gubium[réf. incomplète].
Il meurt en 1166 et est enterré dans la salle capitulaire, au pied de la tombe de l'abbé Paul de Caen.
Geoffroy et Robert de Gorron, frères et tous deux moines de Saint-Alban, furent envoyés à Rome vers 1161, avec un présent de leur parent l'abbé au pape Adrien IV, de deux candélabres en argent et en or. Les actes conventuels de l'abbé Robert de Gorron sont rapportés avec honneur et en détail ; mais plusieurs actes répréhensibles sont également mentionnés avec une forte réprobation. Il était aussi peu scrupuleux que son oncle en faisant don des biens à l'Abbaye de Savigny.

### Sources partielles
- (en) George Cornelius Gorham, Genealogical accounts of the Breton and Anglo-Breton families De Gorram, in the Maine, Hertfordshire, Leicestershire and Northamptonshire, during the 12th, 13th, and 14th centuries, J.B. Nichols and Son, 1838 (lire en ligne).
- « Robert de Gorron », dans Alphonse-Victor Angot et Ferdinand Gaugain, Dictionnaire historique, topographique et biographique de la Mayenne, Laval, A. Goupil, 1900-1910 [détail des éditions] (BNF 34106789, présentation en ligne)